# 蒸留酒

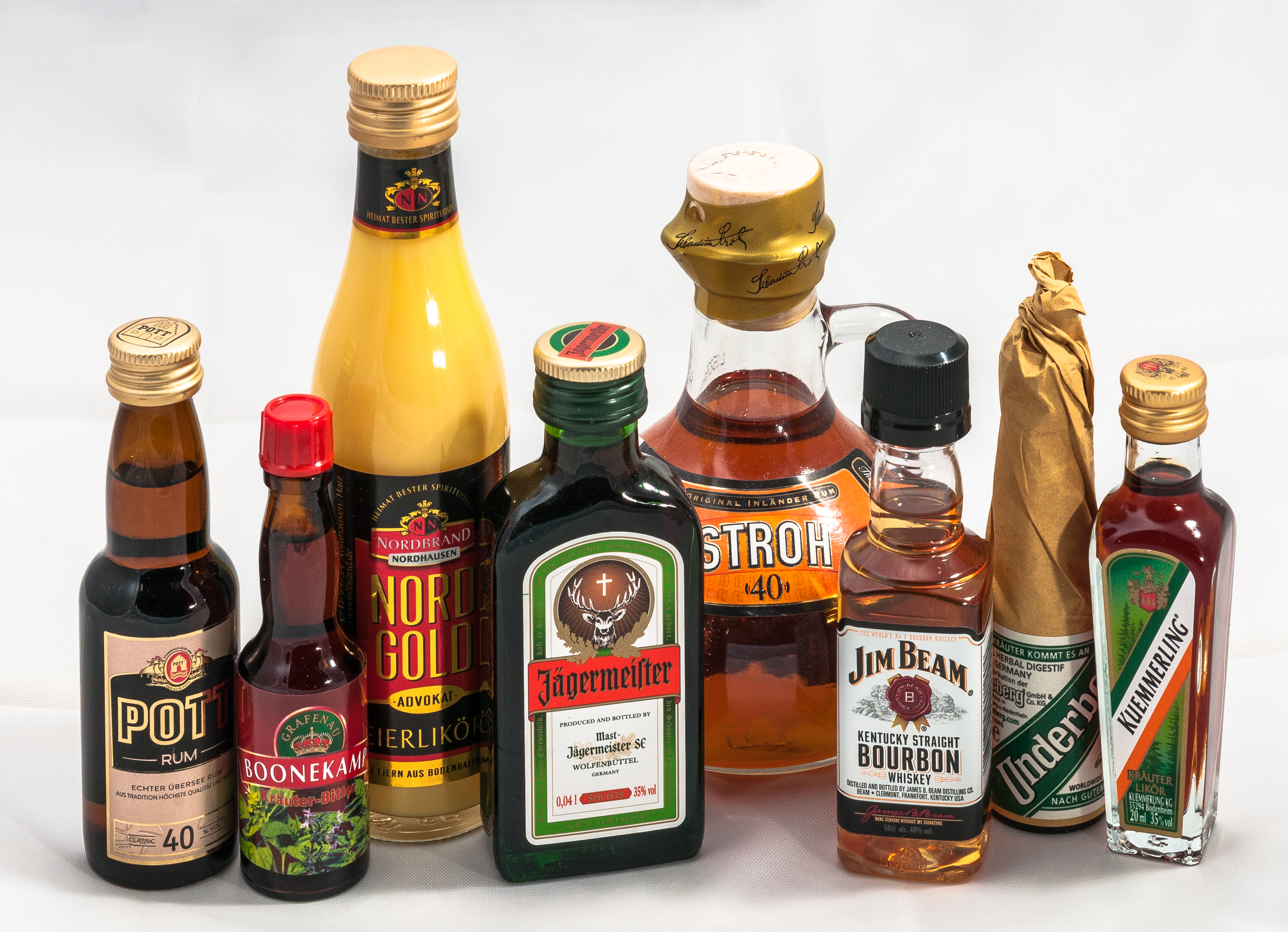
ミニチュア瓶に詰められた各種の蒸留酒

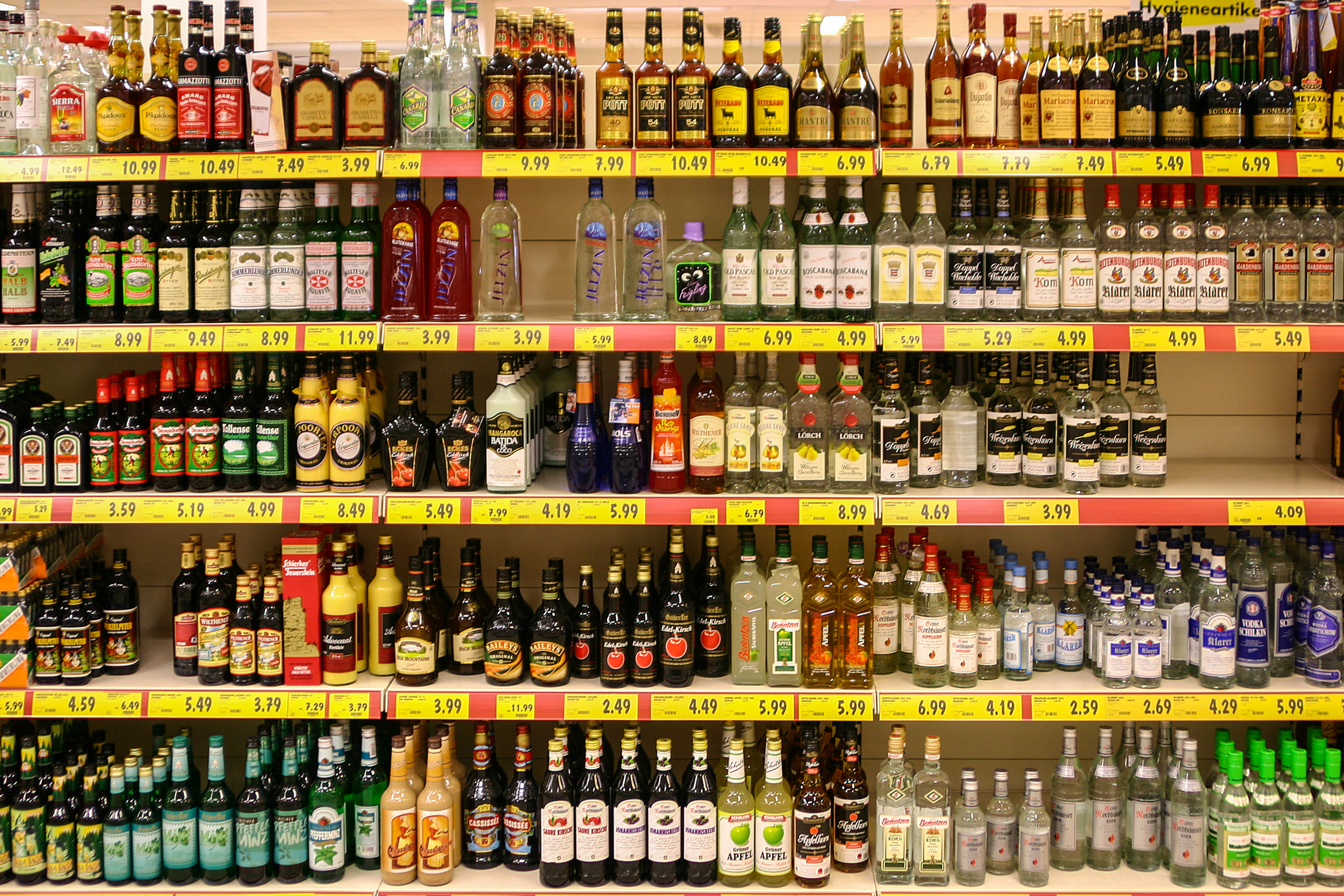
ドイツの店頭に陳列された各種の蒸留酒・リキュール

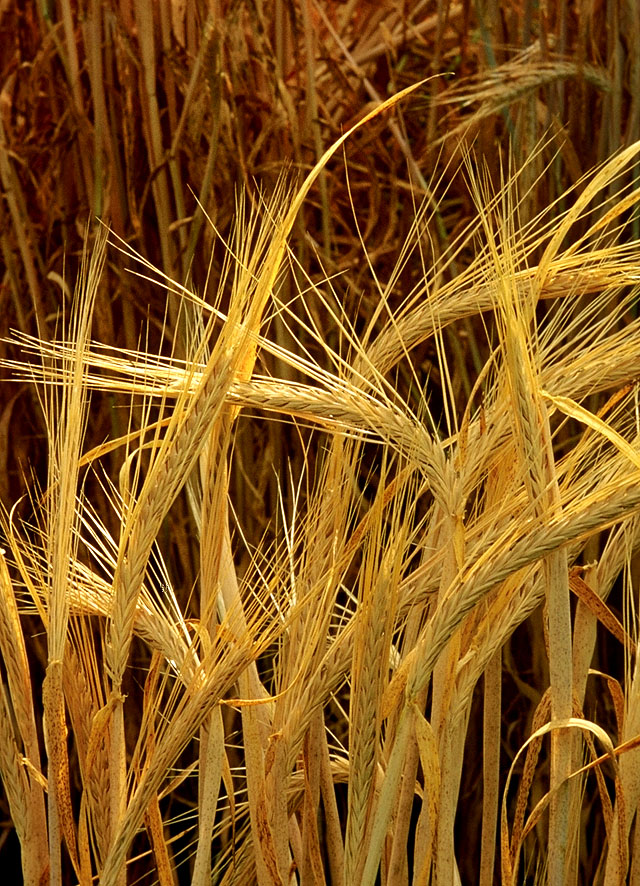
蒸留酒原料に使われることもある大麦。ウィスキーの原料として知られ、ウォッカ、焼酎などの原料にもなり得る。

蒸留酒（じょうりゅうしゅ）とは、醸造酒を蒸留して作った酒である。スピリッツ（spirits）とも呼ばれる。酒を製造方法で、醸造酒・蒸留酒・混成酒に分類したときのひとつ。
基本的にはアルコール度数が高いものの、蒸留後に加水した場合でも蒸留酒とされるので、アルコール度数を大きく落とすことも可能である。世界各地に、地域に応じた様々な蒸留酒が存在する。

## 蒸留酒の製造原理
酵母によるアルコール発酵で作り出される醸造酒のアルコール度数は16%～20%が限界であり、これ以上の濃度では酵母自身が死滅してしまう。そのためこれ以上度数を上げるにはエタノールの濃縮が必要になるが、1気圧におけるエタノールの沸点は約78.325℃、水の沸点は約100℃と差があるので、単純に加熱濃縮した場合はエタノールの方が気化しやすく、逆に度数が下がってしまう。そこで蒸発したエタノールの方を集めて濃縮する蒸留を行う必要がある。
醸造酒を蒸留器で加熱すると、沸点の低いエタノールが水よりも盛んに気化してくる。この蒸気を集めて冷却することで液体に戻すと、元の醸造酒よりもエタノールが濃縮されているため、アルコール度数の高い酒になる。これが蒸留酒であり、気化せずに残った液体は蒸留残液と呼ばれる。
蒸留を繰り返すことでさらに高いアルコール度数を得ることが可能である。ただし、共沸という現象により、蒸留ではアルコール度数96%までしか度数を上げられない。
一般に、連続式蒸留器を用いた蒸留では、単式蒸留器を用いた蒸留を何度も繰り返すことに相当する蒸留を行うことが多い。蒸留を進ませると、エタノール以外の成分の除去も進み、原料や発酵副産物に由来する風味は薄くなる。癖を除くため、蒸留でアルコール濃度を高めた後に加水することもある。
蒸留酒は貯蔵によって香りが変化する。蒸留直後は飲用に適さない香りであることも多く、通常は一定期間貯蔵し熟成させる。熟成には金属容器や陶器が用いられることもあるが、熟成に木製の樽を用いて、木に由来する香りや色をつけることもある。

## 歴史
紀元前4世紀から紀元前3世紀にかけてのメソポタミアの北部で簡単な蒸留器が出土している。そして紀元前1300年頃のエジプトでは、ナツメヤシの蒸留酒が売られていた。中世の錬金術師によって蒸留酒の技術は確立され、その蒸留酒はアクアヴィテ（生命の水）と呼ばれた。
中国における蒸留酒の起源について、従来、李時珍がその著作『本草綱目』の中で述べた「焼酎は古代の製法ではなく、元の時代から作り始めた」というものが定説であったが、2011年に発見され、2016年に被葬者が確定した前漢の第9代皇帝劉賀の墓から、青銅製の蒸留器が出土、それの模造品により蒸留酒製造の実験をしたところ、蒸留酒製造に成功し、前漢期において、すでに蒸留酒が製造されていた可能性も取り沙汰されている。
14世紀後半から15世紀頃にシャム国（現在のタイ）から琉球に伝えられた、インディカ米に黒麹菌を繁殖させ麹にしたものを蒸留した泡盛は日本最古の蒸留酒だといわれる。日本本土には、16世紀頃に、この蒸留技術が伝えられ、焼酎が製造されるようになった。

## 各種の蒸留酒
| 名称                 | 原料例                                                       | 区分                         |
| -------------------- | ------------------------------------------------------------ | ---------------------------- |
| アクアビット         | ジャガイモ                                                   |                              |
| アラック             | 果実、穀物、ヤシの師管から採取する液など多様                 | アラック                     |
| アルヒ               | 家畜乳または穀物                                             | アラック または ウォッカ     |
| 泡盛                 | インディカ米                                                 | 焼酎                         |
| ウイスキー           | 大麦、小麦、ライ麦、トウモロコシ                             |                              |
| ウォッカ             | ライ麦、グレーン、甜菜、フルーツ、ジャガイモなど多様         | ウォッカ                     |
| カシャッサ（ピンガ） | サトウキビ                                                   | ラム酒[a]                    |
| キルシュヴァッサー   | サクランボ                                                   |                              |
| コルン               | 小麦、ライ麦                                                 | シュナップス                 |
| 焼酎                 | 米、麦、サツマイモ、黒糖、そば、栗、トウモロコシ、酒粕、糖蜜 | 焼酎                         |
| ジン                 | 大麦、ライ麦、ジャガイモ                                     |                              |
| スピリタス           | 穀物、ジャガイモ                                             | ウォッカ（ ポーランド）      |
| スリヴォヴィッツ     | スモモ                                                       |                              |
| ソジュ               | 米、ジャガイモ、コムギ、オオムギ、サツマイモ、タピオカ       | 焼酎（韓国焼酎とも称される） |
| 中性スピリッツ       | 飲用が可能な醸造酒                                           |                              |
| テキーラ             | 竜舌蘭                                                       | メスカル                     |
| 白酒（パイチュウ）   | 穀物                                                         | 白酒                         |
| 茅台酒（マオタイ酒） | 高粱                                                         | 白酒                         |
| ブランデー           | 果実酒                                                       | ブランデー                   |
| アルマニャック       | 白ブドウ                                                     | ブランデー                   |
| カルヴァドス         | リンゴ                                                       | ブランデー                   |
| グラッパ             | ブドウの搾りかす                                             | ブランデー                   |
| コニャック           | ブドウ                                                       | ブランデー                   |
| シンガニ             | ブドウ                                                       | ブランデー                   |
| ピスコ               | ブドウ果汁                                                   | ブランデー                   |
| メスカル             | 竜舌蘭                                                       | メスカル                     |
| ラク                 | ブドウ                                                       | アラック                     |
| ラム酒               | サトウキビ、糖蜜                                             | ラム酒                       |
| ワラギ               | バナナ、キャッサバ                                           |                              |
| アラ                 | 米、大麦、トウモロコシ、キビ、小麦                           |                              |

^[a]ブラジルでは「カシャッサはラム酒ではない」と明確に区別している。

## 様々な特例
16世紀にはノストラダムスがペストの伝染を抑えるため酒と熱湯を消毒に使ったといわれ、18世紀にはモーツァルトがヨーロッパ中を巡業した際、酢とともにブランデーを携帯するなど、強い酒は古くから飲用ではなく消毒にも用いられて来た。
2020年、新型コロナウイルスのパンデミックに伴い、日本国内では消毒用アルコールの品不足が数カ月続き、薬局には殆ど入荷されず、原価の数倍で通販やオークションに出品する転売も横行した。幾つかの酒造メーカーは消毒剤不足の緩和に向け、消毒に適したエタノール濃度が60～83%のウォッカや焼酎を発売。ラベルには必ず「火気厳禁」という注意書きが明記された。厚生労働省および国税庁による規制緩和などについては「消毒用アルコール#新型コロナウイルス感染拡大時の対応」に詳しい。